# Bulahiv, Kozeleț
Bulahiv (în ucraineană Булахів) este o comună în raionul Kozeleț, regiunea Cernihiv, Ucraina, formată numai din satul de reședință.

## Demografie
Componența lingvistică a comunei Bulahiv
     Ucraineană (97,99%)
     Rusă (1,17%)
Conform recensământului din 2001, majoritatea populației comunei Bulahiv era vorbitoare de ucraineană (97,99%), existând în minoritate și vorbitori de rusă (1,17%).